# Севастополь (Костанайская область)
Севастополь (каз. Севастополь) — село в Сарыкольском районе Костанайской области Казахстана. Административный центр Севастопольского сельского округа. Находится примерно в 27 км к юго-востоку от районного центра, посёлка Сарыколь. Код КАТО — 396253100.

## География
В 5 км к востоку от села находится озеро Бозшаколь.

## Население
В 1999 году население села составляло 1313 человек (631 мужчина и 682 женщины). По данным переписи 2009 года в селе проживало 850 человек (406 мужчин и 444 женщины).